# Bennewitz
Bennewitz település Németországban, azon belül Szászország tartományban. Lakosainak száma 5069 fő (2023. december 31.). Bennewitz Thallwitz, Wurzen, Trebsen/Mulde, Brandis és Machern községekkel határos.

## Népesség
A település népességének változása:
| Lakosok száma | 4957 | 4948 | 4988 | 5014 | 5101 | 5069 |
|               | 2016 | 2017 | 2019 | 2021 | 2022 | 2023 |